# 九曜 (作家)
九曜（くよう）は、日本のライトノベル作家である。

## 経歴
大阪で生まれ育ち、現在も大阪に住んでいる。小説投稿サイトがインターネットに広まる以前から個人サイトで小説を嗜む。
2013年11月1日から12月31日までに作品が募集されたアルファポリス主催の第6回青春小説大賞で『その女、小悪魔につき――。』が大賞を受賞、2014年に『槙坂涼は退屈を好まない。』と改題され出版され、これが自身初の刊行となった。
2016年の第1回カクヨムWeb小説コンテストでは『I'll have Sherbet!』が特別賞を受賞、2017年に『佐伯さんと、ひとつ屋根の下 I'll have Sherbet!』と改題され出版された。
2019年8月5日よりアプリ「LINEノベル」が配信されたが、配信当初からLINE文庫エッジの公式作家として登録された。

## 人物
- MikuMikuDanceを使用した動画制作が趣味である[1]。
- タイトルに意味を持たせるよりも、直感でタイトルをつける方が自身の性分に合っているため、タイトルをつける際にも直感を優先している、と話している[1]。

## 作品一覧

### 単著
- 『槙坂涼は退屈を好まない。』シリーズ（アルファポリス）[7]
- 『佐伯さんと、ひとつ屋根の下 I'll have Sherbet!』シリーズ（イラスト: フライ、ファミ通文庫〈KADOKAWA〉）[8]
- 『廻る学園と、先輩と僕 Simple Life』シリーズ（イラスト: 和遥キナ、ファミ通文庫〈KADOKAWA〉）[9]
- 『週4で部屋に遊びにくる小悪魔ガールはくびったけ！』シリーズ（イラスト: 小林ちさと、GA文庫〈SBクリエイティブ〉）[10]
- 『放課後の図書室でお淑やかな彼女の譲れないラブコメ』シリーズ（イラスト: フライ、ファミ通文庫〈KADOKAWA〉）[11]
- 『孤独な深窓の令嬢はギャルの夢を見るか』（イラスト: 椎名くろ、電撃文庫〈KADOKAWA〉）[12]

### 共著
- 『ショートストーリーズ 僕とキミの15センチ』（ファミ通文庫〈KADOKAWA〉、ISBN 978-4-04-734747-2）[13]